# Paulo (exarca)
Paulo (em latim: Paulus; em grego: Παύλο; 727) foi um oficial bizantino sênio sob Leão III, o Isáurio (r. 717–741), servindo como estratego da Sicília e então como exarca de Ravena de 723 a 727.

## Vida

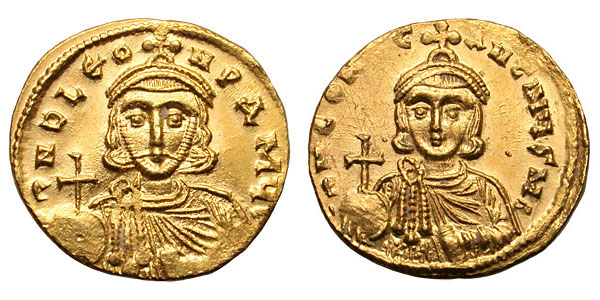
Soldo de r. e r.

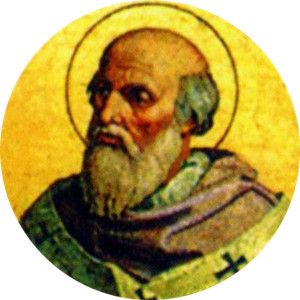

Paulo aparece pela primeira vez em 717/18. Teófanes, o Confessor chama-o de cartulário privado de Leão III, o Isáurio (r. 717–741), enquanto o patriarca Nicéforo I chamou-o de confidente íntimo e leal (oikeios) de Leão e experiente em assuntos militares. Como resultado, quando o governador (estratego) da Sicília, Sérgio, motivado pela falsa mensagem de que Constantinopla caiu para os árabes, declarou um imperial rival na pessoal de Basílio Onomágulo, Leão nomeou-o como substituto de Sérgio e envio-o à Sicília para restaurar controle. Foi provavelmente nessa ocasião que foi elevado a posição de patrício, embora Nicéforo implica que ele já tinha o título.
Ele é comumente tido como sendo o mesmo que Sérgio nomeou como exarca de Ravena em ca. 723, e consequentemente reteve o ofício de estratego da Sicília continuamente até então. Embora ambas as suposições são prováveis, nenhuma é certa. Se for real, a identificação com Paulo foi responsável pela derrota de um ataque árabe na ilha em 720/721. Como exarca, enfrentou a resistência dos habitantes locais, liderados pelo papa Gregório II, devido a alta tributação exigida por Leão.
Segundo o Livro dos Pontífices, Leão III ordenou que Paulo fosse morto ou preso pelo papa, mas ambos falharam e lideraram uma onda renovada de rebeliões contra a autoridade imperial na Itália; o papa então anatematizou Paulo. Em 726/27, Ravena ergueu-se em revolta, denunciando Paulo e Leão III, e derrubaram os oficiais que permaneceram leais. Paulo reuniu as forças lealistas e tentou restaurar a ordem, mas foi morto. Os exércitos discutiram em eleger seu próprio imperador e marcharam contra Constantinopla, mas quando procuraram o conselho do papa, ele dissuadiu-os ao agir contra o imperador.
Segundo John Julius Norwich, a pessoa tradicionalmente reconhecida como o primeiro doge de Veneza, Paulo Lúcio Anafesto, foi na verdade o exarca paulo. Além disso, o mestre dos soldados de Paulo teve o mesmo primeiro nome que o sucessor reputado do doge, Marcelo Tegaliano, colocando dúvida sobre a autoridade daquele doge também.